# Kiselalger
Underrækken Diatomeae kiselalger – tidligere rækken Bacillariophyta – også kaldet diatoméer, hører til planteplanktonet og er levende organismer. De indeholder klorofyl, et grønt stof, der bruges i omdannelsen af solens lys til energi. Algerne har to skaller dannet af kisel, der sidder sammen som låget sidder på en madkasse. Skallerne har små huller, som algen optager næring og udskiller affaldsstoffer igennem. Nogle af disse organismer har små børster og pigge som de bruger til at holde sig svævende  i vandet med. 
Disse alger blev før i tiden kun inddelt i to grupper: de centriske, der hovedsagelig lever i de frie vandmasser, og de pennate, som især er bundlevende. Algerne er brune eller brungule, de pennate alger kan af og til farve havbunden helt gulbrun, hvis de forekommer i store mængder, f.eks. på de vanddækkede lavvandede, områder i Vadehavet.
- Række kiselalger (Bacillariophyta) eller diatoméer
  - Fragilariophyceae
    - Fragilariophycidae

  - Bacillariophyceae
    - Centriske kiselagler Centrales
      - Eunotiophycidae

    - Bacillariales
      - Bacillariophycidae

    - Pennate kiselagler Pennales

  - Coscinodiscophyceae
    - Thalassiosirophycidae
    - Coscinodiscophycidae
    - Biddulphiophycidae
    - Lithodesmiophycidae
    - Corethrophycidae
    - Cymatosirophycidae
    - Rhizosoleniophycidae
    - Chaetocerotophycidae